# نیژنیایا واینگا
نیژنیایا واینگا (به لاتین: Nizhnyaya Vayenga) یک منطقهٔ مسکونی در روسیه است که در استان آرخانگلسک واقع شده‌است.